# 科马约龙属
科马约龙（属名：Comahuesaurus，意为“科马约的蜥蜴”）是雷巴齐斯龙科蜥脚类恐龙的一属，生存于早白垩世阿普第阶至阿尔布阶期间的阿根廷，化石在洛汉库拉组发现。模式种是温氏科马约龙（C. windhauseni），由Carballido和其同僚在2012年命名。它最初由Salgado等人（2004年）分配至利迈河龙，但后来基于其尾椎椎体、耻骨和坐骨上的诊断特征而分配至新属。
科马约龙所知于丰富的材料，与其它雷巴齐斯龙科相比，它具有37节尾椎、3节残缺的背椎和多个附加材料，包括右肱骨、耻骨、坐骨和113厘米长的左股骨。在系统发育分析中，Carballido等人（2012年）将其置于基础雷巴齐斯龙科如伊斯的利亚龙和由雷巴齐斯龙亚科及利迈河龙亚科形成的衍生演化支之间的中间位置。
其与更多衍生雷巴齐斯龙科共有简化的下椎弓突-下椎弓凹形态，但尚未完全失去所述结构；这种变化在演化支进化的某个点上发生，因为到目前为止只知道利迈河龙亚科中完全不存在此结构。